# Культурный детерминизм
Культурный детерминизм (англ. cultural determinism; нем. kultureller Determinismus) — объяснение человеческого поведения исключительно социально-культурными причинами, убеждение, что культура определяет, кто мы на эмоциональном и поведенческом уровнях, а также формирует экономические, социальные, политические структуры и институты в обществе.
Культурный детерминизм формируется из двух ключевых факторов: расы и религии. Идеология, окружающая среда, погодные условия также играют существенную роль в формировании человека и его своеобразной культуры.
Культурный детерминизм подчеркивает преемственность схем поведения в течение продолжительного времени, когда усвоенное поведение передается от одного поколения к следующему. Культурный детерминизм описывает причины, которые создают многочисленное разнообразие культур и цивилизаций на протяжении всей истории человечества.
В теории социального развития, существует целый ряд взглядов, которые считают, что один элемент является фактором, определяющим все остальные. Одной из самых известных является теория экономического детерминизма К.Маркса, утверждающая, что роль индивида или класса в средствах производства определяет мировоззрение и культурные роли.
Еще один способ взглянуть на концепции культурного детерминизма — это противопоставить его с идеей экологического детерминизма. Последнее явление заключается в идее о том, что физический мир, со всеми его ограничениями и постоянно изменяющимися элементами, отвечает за становление и характер каждой существующей культуры.
Также принято говорить о концепции, согласно которой культура определяет экономические и политические механизмы. Эта идея воспроизводится во многих культурах на протяжении всей истории человечества, начиная с древних цивилизаций и включая настоящее время.

## Культурный детерминизм как политическое и экономическое влияние
Есть целый ряд теорий социального развития, которые описывают культуру как фактор, определяющий всё остальное. Они отличаются от теорий экономического детерминизма, таких как теория Маркса, а именно, о том, что роль индивида или класса в средствах производства определяет мировоззрение и культурные роли (хотя некоторые марксисты отвергают ярлык «экономический детерминизм» в качестве точного описания взглядов Маркса). Политические движения, укоренившиеся в культурном детерминизме, как правило, стоят против политических и экономических идеологий или считают их менее важными, чем такие факторы, как религии, расы, национальности. Однако культурные детерминисты не обязательно не согласны с мнением Маркса о том, что социальный класс является важным определяющим фактором. Идея культурного детерминизма чрезвычайно распространена: многочисленные общества считали, что их привычки, идеи и обычаи определили форму политических и экономических механизмов, и были источником их уникальности. Это можно увидеть в соблюдении национальных эпосов, конкретных религиозных обычаев, и важности языка в качестве определителя национальной идентичности.

## Примеры в истории
Древние греки считали, что только те, кто говорил на их языке могли понять их мысли и политические механизмы, других они называли «barbaroi», от которого произошло английское слово «варвар».
В то время как Никколо Макиавелли утверждал, что политическое поведение является всеобщим, он так же отметил, что элементы культуры, в частности, религии, могли бы представлять собой выгодные политические механизмы.
Социолог Макс Вебер писал о взаимосвязи между протестантизмом и капитализмом, утверждая, что культурные аспекты религии, в том числе протестантской трудовой этики, сыграли решающую роль в возникновении экономических механизмов.
Романтизм включал в себя множество элементов культурного детерминизма, описанных такими писателями как Иога́нн Во́льфганг Гёте, Иоганн Фихте, А́вгуст Стри́ндберг и Фридриха Шлегеля. В контексте романтизма, география формировала человека, и с течением времени обычаи и культуру, связанные с ней. Они, находясь в гармонии с местом общества, имели большую силу, чем произвольно введенные законы.
В теории медиа многие авторы придерживаются мнения о том, что политические механизмы определяются образами массовой информации, которые видят люди, и что они, путем вытеснения других форм культуры, определяют экономические и политические механизмы.
В современном консерватизме, люди, такие как комментатор Патрик Бьюкенен и экономист Роберт Барро утверждают, что культурные нормы определяют поведение политических договоренностей.
Культурный детерминизм — это парадигма, используемая множеством писателей и мыслителей. Рут Бенедикт писала, что дети становятся частью культуры, направляющей ход их жизни.